# Альберто Уртадо
Альберто Уртадо Кручаґа (ісп. Alberto Hurtado Cruchaga; 22 січня 1901, Вінья-дель-Мар — 18 серпня 1952, Сантьяго) — чилійський єзуїт, суспільний діяч, адвокат, засновник благодійного товариства Hogar de Cristo, святий католицької церкви, Апостол Чилі.

## Життєпис
У 1909–1917 роках навчався в єзуїтському колегіумі в Сантьяго, а в 1918–1923 роках вивчав право в Католицькому університеті Чилі. У 1923 році вступив до Товариства Ісуса і продовжив навчання в Іспанії та Бельгії. 24 серпня 1933 року в Левені отримав священничі свячення. У 1936 році повернувся до Чилі, де навчав релігії у колегіумі в Сантьяго, викладав у Католицькому університеті та заснував реколекційний дім у Сантьяго. У 1942 році став церковним асистентом молодіжної Католицької акції, а в 1944 році започаткував суспільний рух El Hogar de Cristo (Притулок Христа), що займався будівництвом домів для убогих. У 1947 році з його ініціативи в Чилі були засновані християнські профспілки. У 1952 році у нього розвинувся рак підшлункової залози, і він помер після нетривалої хвороби.

## Канонізація
Отець Альберто Уртадо Кручаґа був беатифікований 16 жовтня 1994 року Папою Іваном Павлом ІІ як другий в історії чилійський католицький святий. 23 жовтня 2005 року був канонізований Папою Бенедиктом XVI.